# Plaza de las Pasiegas
La plaza de las Pasiegas es un espacio urbano de la ciudad española de Granada. Situado en el casco antiguo de la ciudad, aproximadamente al oeste de la Catedral y frente a su fachada principal. Su planta es trapezoidal con lados de 36, 30, 43 y 23 metros, que encierran una superficie aproximada de 1000 m², distribuida en dos niveles y unas escalinatas de separación delante de la fachada de la Catedral. En la plaza de las Pasiegas confluyen los dos tramos de la calle Colegio Catalino, la plaza de Alonso Cano, y las calles Pie de la Torre y Marqués de Gerona. 

## Historia
Surgió en 1692 al ser derribado el Colegio de San Miguel y se amplió a finales del siglo XVIII al desaparecer el de Santa Catalina. Ambos edificios formaban manzana ocupando el espacio donde hoy se ubica la plaza. En 1946 fue remodelada según un proyecto del ingeniero de caminos José Pérez Pozuelo y del arquitecto municipal Luis Álvarez Cienfuegos, que incluía la construcción de las escalinatas y la pavimentación con grandes losas de piedra procedente de Sierra Elvira, transformaciones que permanecen.

## Denominación
Primitivamente fue conocida como plaza de las Flores, en alusión al mercado de flores establecido en aquel espacio público, que aún perdura en la aledaña plaza de Bib-Rambla. Desde 1807 su nombre cambió al actual de plaza de las Pasiegas, porque —según Gallego Burín— varias mujeres de la comarca del Pas, en Cantabria, tenían tiendas de telas allí. Otros autores sugieren que el nombre se debería a la existencia de una cofradía de asturianos en la cercana y desaparecida iglesia de la Magdalena o, probablemente, a la presencia en la plaza de amas de cría pasiegas que daban de mamar a niños expósitos o eran contratadas por familias de la burguesía granadina para que amamantaran a sus hijos.